# 102
102（百二、ひゃくに、ももふた）は自然数、また整数において、101の次で103の前の数である。

## 性質
- 102は合成数であり、約数は 1, 2, 3, 6, 17, 34, 51 と 102 。
  - 約数の和は216。
    - 23番目の過剰数である。1つ前は100、次は104。
    - 約数の和が立方数になる3番目の数である。1つ前は7、次は110。
- 6番目の楔数である。1つ前は78、次は105。
  - 3桁では最小の楔数である。
  - 楔数がハーシャッド数となる4番目の数である。1つ前は70、次は110。
- 4つの連続する素数の和で表すことができる8番目の数である。1つ前は88、次は120。
102 = 19 + 23 + 29 + 31
- 1/102 = 0.00980392156862745 ... (下線部は循環節で長さは16)
  - 逆数が循環小数になる数で循環節が16になる6番目の数である。1つ前は85、次は136。
- 34番目のハーシャッド数である。1つ前は100、次は108。
  - 3を基とする5番目のハーシャッド数である。1つ前は30、次は111。
    - 各位の和が桁数に等しくなる4番目の数である。1つ前は20、次は111。(オンライン整数列大辞典の数列 A061384)
- 各位の立方和が平方数になる14番目の数である。1つ前は100、次は120。(オンライン整数列大辞典の数列 A197039)
13 + 03 + 23 = 9 = 32
- 約数の和が102になる数は1個ある。(101) 約数の和1個で表せる26番目の数である。1つ前は93、次は110。
- 102 = 12 + 12 + 102 = 22 + 72 + 72
  - 3つの平方数の和2通りで表せる17番目の数である。1つ前は98、次は105。(オンライン整数列大辞典の数列 A025322)
- n = 102 のとき n と n − 1 を並べた数を作ると素数になる。n と n − 1 を並べた数が素数になる12番目の数である。1つ前は100、次は108。(オンライン整数列大辞典の数列 A054211)
- n = 102 のとき n と n + 1 を並べた数を作ると素数になる。n と n + 1 を並べた数が素数になる16番目の数である。1つ前は96、次は108。(オンライン整数列大辞典の数列 A030457)
  - n = 102 のとき n と n − 1 および n と n + 1 を並べた数が素数になる3番目の数である。1つ前は78、次は108。(オンライン整数列大辞典の数列 A068700)
例．102101 と 102103 は素数。またこの2つの素数は双子素数である。
- 連続整数からなる28番目の数である。1つ前は98、次は120。ただし3連続整数とみたとき最小である。(オンライン整数列大辞典の数列 A215014)

## その他102に関すること
- 西暦102年
- 年始からの数え日数が102日目に当てはまるのは、4月12日。
- 原子番号102の元素はノーベリウム(No)である。
- 『102』(ワンオーツー)は2001年公開のアメリカの映画。
- NHK放送センターのCT-102スタジオ。そこで放送されていた情報番組に「スタジオ102」というのがある。
- 第102代ローマ教皇はセルギウス2世（在位：844年1月31日～847年1月27日）である。
- クルアーンにおける第102番目のスーラは蓄積である。

## 数字の並び

### 1・0・2
- 2ちゃんねるで新しいスレッドが立った時に、スレッドを立ててくれた人に対する謝辞の「1乙（いちおつ：1さんお疲れ）」の代わりとして、102（1オーツー）が使われる場合がある。

### 10・2
- 102は、数字を二つの部分に分けた音から東武鉄道及びグループ企業が語呂合わせで使うことがある（過去運営していた会員制情報サービス「102＠Club」など）。